# Josep Pellicer i Bru
Josep Pellicer i Bru (Barcelona, 18 de maig de 1925 - Sant Cugat del Vallès, Vallès Occidental, 19 de gener de 2019) va ser un numismàtic i escriptor català.
Fou el president de l'Associació Numismàtica Espanyola durant 23 anys, i soci d'aquesta des de l'any 1957. També fou soci d'honor de l'Associaçáo Numismática de Portugal i membre corresponent de l'Instituto de Numismática e Historia de San Nicolás de los Arroyos, de l'Argentina). Fou vicepresident i fundador de la Societat Catalana d'Estudis Numismàtics de l'Institut d'Estudis Catalans, i col·laborador de la Universitat Nacional d'Educació a Distància (UNED).

## Publicacions[1]
- Los reales de a 5, medios duros acuñados en Cataluña durante la guerra de separación 1640-1659 (1965)
- El medio duro (1971)
- La introducció del marc reial de Barcelona i Sardenya (1971)
- Glosario de maestros de ceca y ensayadores (1975)
- Referencias monetarias en la documentación del archivo de la Catedral de Córdoba, siglo XIV (2007), en col·laboració amb Manuel Nieto Cumplido, Rafael Frochoso i José Mª de Francisco Olmos
- Las acuñaciones y quiebras monetarias de Alfonso X y Sancho IV 1252-1284-1295 (2008)